# تجمع بدو يمفر (المكلا)

تعديل مصدري - تعديل

تجمع بدو يمفر هي إحدى قرى عزلة المكلا بمديرية المكلا التابعة لمحافظة حضرموت، بلغ تعداد سكانها 58 نسمة حسب تعداد اليمن لعام 2004.